# Kozinc
Kozinc je priimek več znanih Slovencev:
- Bogi Pretnar Kozinc (*1948), novinarka, pravljičarka, kritičarka, publicistka
- Branimir Kozinc (1890—1972), prevajalec, pisatelj, publicist
- Darinka Kozinc  (*1953), pisateljica, nekd. ravnateljica Srednje lesarske šole Nova Gorica., predsednica Društva za ohranjanje kulturne dediščine aleksandrink in predsednica Goriškega literarnega kluba Govorica
- Drago &David Kozinc, vinarja
- Janez Kozinc (*1975), duhovnik, dr. kemije, murskosoboški škof od 2025
- Miha Kozinc (*1952), odvetnik in politik
- Željko Kozinc (*1939), književnik (pisatelj, scenarist), novinar, turistični publicist